# Géraldine Frey
Géraldine Frey (* 19. Juni 1997 in Zug) ist eine Schweizer Leichtathletin, die sich auf Sprint spezialisiert hat.

## Sportliche Laufbahn
Erste Erfahrungen bei internationalen Meisterschaften sammelte Géraldine Frey im Jahr 2015, als sie bei den Junioreneuropameisterschaften in Eskilstuna mit der Schweizer 4-mal-100-Meter-Staffel mit 45,89 s im Vorlauf ausschied. 2017 schied sie bei den U23-Europameisterschaften in Bydgoszcz mit 12,12 s in der Vorrunde im 100-Meter-Lauf aus und gewann mit der Staffel in 44,07 s die Bronzemedaille hinter den Teams aus Spanien und Frankreich. Im Staffelvorlauf gab es mit 43,99 s einen neuen Schweizer Rekord. 2019 schied sie bei den U23-Europameisterschaften in Gävle mit 11,79 s im Halbfinal über 100 Meter aus und gelangte mit der Staffel mit 45,64 s auf Rang acht.
2022 startete sie im 60-Meter-Lauf bei den Hallenweltmeisterschaften in Belgrad und schied dort mit 7,15 s im Halbfinal aus. Im Juli schied sie bei den Weltmeisterschaften in Eugene mit 11,30 s in der ersten Runde über 100 Meter aus, und mit der Staffel belegte sie mit 42,81 s im Final den siebten Platz. Bei den Europameisterschaften in München kam sie in den Halbfinal des 100-Meter-Laufes und schied mit der Staffel im Vorlauf aus. Im Jahr darauf wurde sie bei der 1. Liga der Team-Europameisterschaft im Zuge der Europaspiele in 11,26 s Vierte über 100 Meter und gelangte mit 23,57 s auf Rang sechs über 200 Meter. Zudem wurde sie in der 4-mal-100-Meter-Staffel in 43,39 s Erste im B-Lauf. Im August schied sie bei den Weltmeisterschaften in Budapest mit 11,28 s im Halbfinal über 100 Meter aus. 2024 schied sie bei den Hallenweltmeisterschaften in Glasgow mit 7,16 s im Semifinal über 60 Meter aus. Im Mai wurde sie bei den World Athletics Relays in Nassau in 42,75 s Dritte im C-Lauf in der 2. Qualifikationsrunde über 4-mal 100 Meter und sicherte sich damit einen Startplatz für die Olympischen Spiele in Paris. Anschließend schied sie bei den Europameisterschaften in Rom mit 11,29 s im Halbfinal über 100 Meter aus und wurde mit der Staffel im Finale disqualifiziert. Im August schied sie bei den Olympischen Sommerspielen in Paris mit 11,34 s im Vorlauf aus.
2025 erreichte sie bei den Halleneuropameisterschaften in Apeldoorn das Semifinal über 60 Meter und schied dort mit 7,13 s aus, wie auch bei den Hallenweltmeisterschaften kurz darauf in Nanjing mit 7,24 s.
2022 wurde Frey Schweizer Meisterin im 200-Meter-Lauf und 2024 wurde sie Hallenmeisterin über 60 Meter.

## Persönliche Bestleistungen
- 100 Meter: 11,18 s (+1,1 m/s), 9. August 2023 in Langenthal
  - 60 Meter (Halle): 7,11 s, 18. März 2022 in Belgrad
- 200 Meter: 23,12 s (−0,2 m/s), 25. Juni 2022 in Zürich